# Episodi de Il commissariato Saint Martin (ottava stagione)
L'ottava stagione della serie televisiva Il commissariato Saint Martin è stata trasmessa in anteprima in Francia dalla France 2 tra il 9 aprile 2004 e il 26 novembre 2004.
| nº | Titolo originale    | Titolo italiano | Prima TV Francia | Prima TV Italia |
| -- | ------------------- | --------------- | ---------------- | --------------- |
| 1  | Intention de tuer   |                 | 9 aprile 2004    |                 |
| 2  | Jeux de mains       |                 | 16 aprile 2004   |                 |
| 3  | Vengeance passive   |                 | 23 aprile 2004   |                 |
| 4  | Jour de grève       |                 | 30 aprile 2004   |                 |
| 5  | Côté jardin         |                 | 7 maggio 2004    |                 |
| 6  | Marchand de sommeil |                 | 14 maggio 2004   |                 |
| 7  | Violences           |                 | 22 ottobre 2004  |                 |
| 8  | Infiltrations       |                 | 29 ottobre 2004  |                 |
| 9  | Fatale vision       |                 | 5 novembre 2004  |                 |
| 10 | Enfants de coeur    |                 | 12 novembre 2004 |                 |
| 11 | Le fusible          |                 | 19 novembre 2004 |                 |
| 12 | Le revenant         |                 | 26 novembre 2004 |                 |